# Schistophyllum
Schistophyllum là một chi rêu trong họ Fissidentaceae.